# Kim Grant
Kim Grant (født 25. september 1972) er en ghanesisk fodboldspiller.

## Ghanas fodboldlandshold
| Ghanas landshold | Ghanas landshold | Ghanas landshold |
| År               | Kmp              | Mål              |
| ---------------- | ---------------- | ---------------- |
| 1996             | 3                | 1                |
| 1997             | 4                | 0                |
| Total            | 7                | 1                |